# Michel Moreigne
Michel Moreigne, né le 6 mai 1934, est une personnalité politique française, membre du Parti socialiste.

## Biographie
Médecin de profession, il a été sénateur de la Creuse du 27 juin 1973 (au décès de Paul Pauly) au 21 septembre 2008 (réélu les 28 septembre 1980, 24 septembre 1989 et 27 septembre 1998). Il ne s'est pas représenté en septembre 2008. Lors des élections cantonales de 2011, il décide de ne pas se représenter après avoir représenté le canton de Bellegarde-en-Marche pendant 44 ans.

## Synthèse des mandats et fonctions
- 1967 - 2011 : Conseiller général de la Creuse, élu du Canton de Bellegarde-en-Marche
- 1971 - 2012 : Maire de Lupersat
- 1973 - 2008 : Sénateur de la Creuse 
  - Secrétaire du Sénat
- 1983 - 1992 : Président du Conseil général de la Creuse